# Lhamo Tsering
Lhamo Tsering aussi Tsongkha Lhamo Tsering (tibétain : ཙོང་ཁ ལྷ་མོ་ཚེ་རིང་།, Wylie : Tsong kha lha mo tshe ring, 1924, Nagatsang, Amdo - 9 janvier 1999, New Delhi) est une personnalité de la résistance tibétaine qui fut ministre tibétain de la Sécurité du gouvernement tibétain en exil. Il est le père de Tenzin Sonam, un réalisateur tibétain,.

## Biographie
Issue d'une famille de paysans tibétains, il est né en 1924 à Nagatsang dans une région de l'Amdo contrôlé par un seigneur de guerre chinois. Le village de Nagatsang est situé près de Taktser, village natal du 14e dalaï-lama et du monastère de Kumbum où Lhamo Tsering fut moine jusqu'à l'âge de 8 ans.
Ses parents décidèrent de l'envoyer suivre des études de chinois à Nankin. Pendant son séjour à Nankin, Lhamo Tsering devint le secrétaire (yabshi drungyik) et confident de Gyalo Thondup, un des frères aînés du 14e dalaï-lama. Quand les troupes communistes commencent à cerner le Tibet en 1949, ils se sont enfuis vers Shanghai, pour partir en bateau  en Inde. Après un retour de quelques mois au Tibet en 1952, Lhamo Tsering s'installe à Kalimpong, non loin de Darjeeling. Ce ne fut pas avant 1958, que Gyalo Thondup confia à Lhamo Tsering qu'il travaillait pour la CIA. Lhamo Tsering fut envoyé dans un camp d'entrainement en Virginie, puis, plus tard à Camp Hale dans les montagnes Rocheuses du Colorado.
Lhamo Tsering retourne à Darjeeling et devient administrateur sur le terrain d'un projet dénommé « ST Circus », sélectionnant les réfugiés tibétains pour l'entraînement et coordonnant la sortie de renseignements de l'intérieur du Tibet. Une fois par mois, il s'envole en avion-cargo pour Calcutta où il échange des informations avec un Américain, habituellement un certain Mr. John.
Dans les années 1960, ST Circus changea de stratégie pour mener une opération d'envergure au Mustang, une région  entre le Népal et le sud du Tibet. Quand la rumeur de cette nouvelle base se répandit parmi les 100 000 réfugiés tibétains, Lhamo Tsering vit arriver des Tibétains par centaines, impatients de se battre pour la liberté de leur patrie. La destruction d'un avion espion U2 au-dessus de l'Union Soviétique en mai 1960 rendit impossible l'approvisionnement aérien des plus de 2 000 rebelles tibétains qui n'avaient rien à manger dans les montagnes, certains sont morts sans que Lhamo Tsering et les autres chefs de la résistance tibétaine ne puissent rien y faire.
Après que les résistants furent finalement abandonnés par la CIA, il fut arrêté à Pokhara au printemps 1974 et emprisonné à la prison centrale de Kathmandou où il fut accusé de mise en place de rébellion armée et de trafic d'armes. Lhamo Tsering et six autres chefs de la résistance risquent alors la peine de mort, mais sont condamnés à la prison à vie. Lhamo Tsering est finalement libéré en décembre 1980, à la suite d'une amnistie du roi du Népal Birendra Bir Bikram Shah Dev,.
Après une pause de 7 mois, il travaille pour l'Administration centrale tibétaine : entre le 10 avril 1980 et le 1er octobre 1985, il est secrétaire général adjoint du ministère de la Sécurité. Puis, entre 1983 et 1986, il est membre du Conseil consultatif du même ministère. Entre le 9 août 1993 et le 3 juin 1996, il est élu ministre de la Sécurité.
Il a écrit un ouvrage en 15 volumes sur la résistance tibétaine en collaboration avec Tashi Tsering et l'Institut Amnye Machen à Dharamsala en Inde. Ces livres, écrits en tibétain, sont traduits en anglais par l'historien américain Warren W. Smith Jr.
Après une longue maladie, il est mort le 9 janvier 1999 à New Delhi. Sa femme Tashi Dolma, son fils Tenzin Sonam et ses 4 filles Dolma, Diki Yangzom, Tenzing Chounzom, dont l'une, Tsering Yangzom, fut adoptée, lui survivent.